# Pico Pikes
O Pico Pikes (em inglês:  Pikes Peak) é uma montanha da Cordilheira Front, nas Montanhas Rochosas, e fica no estado do Colorado, no condado de El Paso, 16 km a oeste de Colorado Springs.
Originalmente foi chamada "El Capitan" pelos colonizadores espanhóis, tendo adquirido o seu nome como homenagem a Zebulon Pike, Jr., explorador que liderou uma expedição pelo sul do Colorado em 1806. Com 4 302 metros de altitude, é uma das 54 montanhas do Colorado que excede os 4 267,2 m. O Pikes Peak domina a paisagem de Colorado Springs, e é um sítio classificado como Marco Histórico Nacional dos Estados Unidos.

## Cultura
É no local onde acontece anualmente a Pikes Peak International Hill Climb (PPIHC), conhecido também como A Corrida às Nuvens que consiste em uma competição de subidas anual de automobilismo e motociclismo.
O Pico Pikes também serviu de inspiração, na criação de W. W. Hodkinson, para o desenvolvimento do logo dos estúdios Paramount Pictures.

## Páginas externas
- «Pikes Peak». www.peakbagger.com. Consultado em 22 de fevereiro de 2012